# Паризька архідіоцезія
48°51′12″ пн. ш. 2°21′01″ сх. д. / 48.8533947° пн. ш. 2.3502058° сх. д.
Паризька архідіоцезія (лат. Archidioecesis Parisiensis; фр. Archidiocèse de Paris) — одне з 23 архієпископств (архідіоцезій) Римо-Католицької церкви у Франції. Її територія поширюється на столицю Франції, Париж. Кафедральний собор — Собор Паризької Богоматері. Згідно з християнською традицією, заснування діоцезії припадає на середину III століття і пов'язане з проповіддю християнства святим Діонісієм Паризьким, який і вважається першим єпископом Парижа. Як умовна дата заснування діоцезії прийнятий 250 рік. У часи, коли кафедру монополізував рід Гонді, 20 жовтня 1622 року, діоцезія отримала статус архідіоцезії.
Архідіоцезії Парижа підпорядковані 7 діоцезій: Кретьой, Іврі-Корбей-Ессона, Мо, Нантер, Понтуаз, Сен-Дені і Версаль.
Станом на 2004 рік Паризька архідіоцезія налічувала 116 парафій, 1296 священиків, 1252 ченця (у тому числі 730 ієромонахів), 2500 черниць і 94 постійних дияконів. Число католиків — поналд півтора мільйони осіб (близько 70 % загального населення діоцезії).
Кафедральний собор архідіоцезії — Собор Паризької Богоматері. Ще 4 храми архідіоцезії носять почесний статус «малих базилік»:
- Базиліка Нотр-Дам де Віктуар (Notre-Dame des Victoires)
- Базиліка Божої Матері Неустанної Помочі (Basilique Notre-Dame du Perpétuel Secours)
- Базиліка Сакре-Кер (Basilique Sacré-Cœur)
- Базиліка Святої Клотільди (''Basilique Sainte-Clotilde)